# Évelyne Bloch-Dano
Œuvres principales
- Madame Proust (biographie, 2004)

Évelyne Bloch-Dano est une écrivaine française contemporaine. Elle est l'autrice de biographies, d'essais et de récits littéraires. Son travail repose essentiellement sur différentes approches de la biographie.

## Biographie
Évelyne Bloch-Dano, née à Neuilly-sur-Seine, agrégée de lettres modernes et licenciée en anglais, est professeur de lettres jusqu’en 2000.
De 1993 à 2008, elle tient au Magazine Littéraire une chronique mensuelle sur les Maisons d’écrivains. Elle est critique littéraire à Marie Claire (2001-2013) et au Magazine littéraire.
De 2006 à 2012, elle a animé le séminaire « Histoires de goûts » à l’Université populaire du goût d’Argentan, créée avec Michel Onfray.
Ses livres sont traduits dans une douzaine de langues, dont l'anglais (États-Unis), l'allemand, l'italien, l'espagnol, le portugais, le grec, le turc et le chinois et publiés en poche.
Évelyne Bloch-Dano est membre du jury du Prix Femina depuis juin 2015, du jury du Prix François-Mauriac de la région Aquitaine et présidente du jury du Cercle littéraire proustien de Cabourg-Balbec.

## Télévision
Elle a collaboré aux émissions suivantes :
- Un jour, un destin, émission de Laurent Delahousse consacrée à Romy Schneider, 2012
- Un jour, un destin, émission de Laurent Delahousse consacrée à Jean-Claude Brialy, 2014
- Un jour, un destin, émission de Laurent Delahousse consacrée à Alain Delon
- Secrets d'Histoire consacrée à  George Sand, intitulée George Sand, libre et passionnée diffusée le 2 août 2016 sur France 2[7].
- Secrets d'Histoire émission de Stéphane Bern consacrée à Emile Zola, 2020

## Œuvres
- L’Ensorcelée de Barbey d’Aurevilly, avec Jacqueline Zorlu, Nathan, collection « Balises »
- Eugénie Grandet de Balzac, collection Balises, Nathan.
- Onze articles consacrés à Colette dans le Dictionnaire des littératures françaises et francophones du XXe siècle, éd. Le Robert
- Madame Zola, biographie, Grasset, 1997 (Grand Prix des lectrices de ELLE )
- Elles – Histoires de femmes (collectif), Filipacchi, 1999
- Chez Zola à Médan, Christian Pirot, coll. « Maisons d’écrivains », 1999
- Légendes rustiques de George Sand, introduction, Christian Pirot, 2000
- Flora Tristan la Femme-Messie biographie, Grasset  2001, Prix François Billetdoux de la SCAM
- Balades en Yvelines, (collectif), éd. Alexandrines, coll. « Sur les pas des écrivains », 2001
- Madame Proust, biographie, Grasset, 2004  - Prix Renaudot de l’essai, Prix littéraire du Cercle de l’Union, Prix du Cercle littéraire proustien de Cabourg-Balbec, Livre de poche 2006, traduit en anglais par Alice Kaplan.
- Mes maisons d’écrivains, Tallandier, 2005
- Parcours de femmes, revue Lunes et Région Ile-de-France, 2005, collectif.
- Rêves de maternité, sous la direction de René Frydman et de Muriel Flis-Trèves (collectif), éditions  Odile Jacob, 2005
- Chez les Zola - Le Roman d’une maison Payot 2006
- Flora Tristan. J’irai jusqu’à ce que je tombe, Petite Bibliothèque Payot, 2006
- La Biographe, Grasset, 2007
- La Fabuleuse Histoire des légumes, Grasset, 2008, Prix Eugénie Brazier de l’essai gourmand[8].
- Origines de la vie... vertige des origines, sous la direction de René Frydman et de Muriel Flis-Trèves (collectif) PUF, 2008
- La Petite Fadette de George Sand, préface, Christian Pirot, 2010
- Le Dernier Amour de George Sand, Grasset, 2010
- Manifeste hédoniste de Michel Onfray (collectif) "L'Université populaire du goût", Autrement, 2011.
- Les Universités populaires, , sous la direction de Gérard Pouloin, Actes du colloque de Cerisy- "Georges Deherme, fondateur de l'Université populaire"- Autrement, 2012
- Proust, Une vie en musique (collectif) "Proust et la musique maternelle". Archimbaud- Riveneuve, 2012
- Porte de Champerret, Grasset, 2013, Prix Cabourg du roman
- Jardins de papier : de Rousseau à Modiano, Stock, 2015
- Une jeunesse de Marcel Proust, Stock, 2017
- Mes maisons d'écrivains, Stock, 2019
- L'âme sœur, Stock, 2021
- Violette et Stella, 2024

## Distinctions
- 2024 : Prix Cocktail & Culture pour Violette et Stella[9]